# Elecciones provinciales del Chubut de 2015

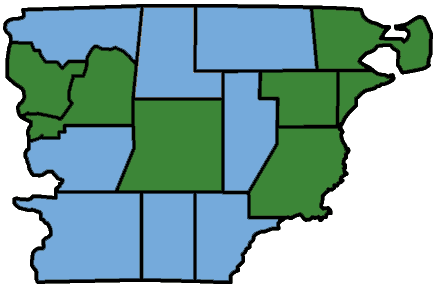
Resultados de las primarias del 9 de agosto de 2015 para el cargo de gobernador de la provincia del Chubut. El celeste representa al Frente para la Victoria (candidato Martín Buzzi) y el verde la Alianza Chubut Somos Todos (candidato Mario Das Neves).

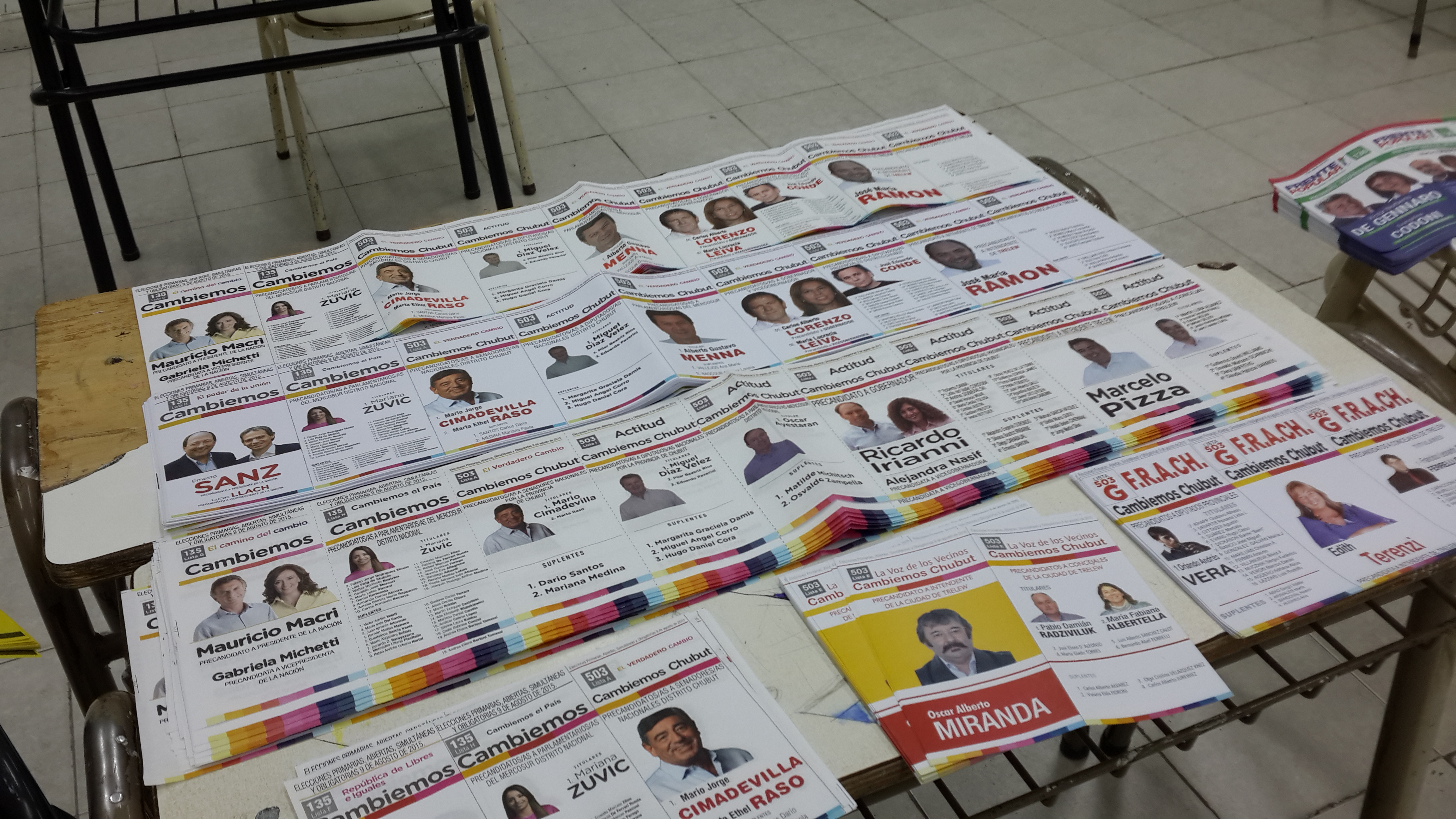
Boletas de Cambiemos en las elecciones primarias del 9 de agosto de 2015 en Trelew, Chubut.

Las Elecciones Generales de la Provincia de Chubut 2015 se llevaron a cabo el 25 de octubre de 2015. Además de los cargos ejecutivos, se eligieron 27 diputados.
Los candidatos surgieron de Elecciones Primarias, Abiertas, Simultáneas y Obligatorias (PASO) que se realizaron el 9 de agosto de 2015, si alcanzaban el 1,5% de los votos válidos.
Para dichas elecciones estuvieron habilitados 414.657 electores. Por primera vez en la historia de la provincia los electores de las comunas rurales tuvieron la posibilidad de elegir cargos locales, sumando un total de 47 localidades incluyendo a los municipios. Se habilitaron 209 escuelas y 1.241 mesas, de las cuales un tercio concentró Comodoro Rivadavia.

## Candidatos

### Chubut Somos Todos
- Mario Das Neves, Diputado Nacional por Chubut, exgobernador de la misma.

|                                                                                                 |                     |
| Mario Das Neves                                                                                 | Mariano Arcioni     |
| para gobernador                                                                                 | para vicegobernador |
|                                                                                                 |                     |
| Gobernador de la provincia del Chubut (2003-2011)                                               | abogado y escribano |
| Partidos en la alianza: - Chubut Somos Todos - Partido de la Cultura, la Educación y el Trabajo |                     |

### Frente para la Victoria
- Martín Buzzi, gobernador de Chubut.
- Miguel "Coné" Díaz, Dirigente de M.U.C.H.O.S.

| |                           |
| |                           |
| Martín Buzzi | Juan Carlos Garitano      |
| para gobernador | para vicegobernador       |
| |                           |
| Gobernador de la provincia del Chubut (2011-2015)                                                                            | Dirigente de M.U.C.H.O.S. |
| Partidos en la alianza: - Partido Justicialista - Partido Socialista Auténtico del Chubut - Partido Independiente del Chubut |                           |

### Cambiemos Chubut
- Carlos Lorenzo, exdiputado provincial.

|                                                                        |                      |
|                                                                        |                      |
| Carlos Lorenzo                                                         | Lucrecia Leiva       |
| para gobernador                                                        | para vicegobernadora |
| exdiputado provincial                                                  |                      |
| Partidos en la alianza: - Unión Cívica Radical - Propuesta Republicana |                      |

### Progresistas
- Oscar Petersen

| |                     |
| Oscar Petersen | Omar Martín Ávila   |
| para gobernador | para vicegobernador |
| Partidos en la alianza: - Partido Socialista - Movimiento Libres del Sur - Generación para un Encuentro Nacional - Movimiento Polo Social |                     |

## Resultados

### Primarias
| Partido/Alianza       | Partido/Alianza                           | Interna                             | Fórmula               | Fórmula               | Interna               | Interna               | Partido | Partido              |
| Partido/Alianza       | Partido/Alianza                           | Interna                             | Gobernador            | Vicegobernador        | Votos                 | %                     | Votos   | % (de votos válidos) |
| --------------------- | ----------------------------------------- | ----------------------------------- | --------------------- | --------------------- | --------------------- | --------------------- | ------- | -------------------- |
|                       | Frente para la Victoria                   | Celeste y Blanca K Néstor Kirchner  | Martín Buzzi          | Juan Carlos Garitano  | 95.390                | 92,61                 | 103.007 | 39,87                |
| Muchos por Chubut     | Frente para la Victoria                   | Miguel Díaz                         | Martín Montoya        | 7.617                 | 7,39                  |                       | 103.007 | 39,87                |
|                       | Frente Unión Chubut Somos Todos           | Por Siempre Chubut                  | Mario Das Neves       | Mariano Arcioni       | 101.617               | 100                   | 101.617 | 39,33                |
|                       | Cambiemos Chubut                          | El Verdadero Cambio                 | Carlos Lorenzo        | Lucrecia Leiva        | 23.812                | 59,04                 | 40.335  | 15,61                |
| Actitud               | Cambiemos Chubut                          | Ricardo Irianni                     | María Alejandra Nasif | 16.523                | 40,96                 |                       | 40.335  | 15,61                |
|                       | Progresistas - Movimiento Polo Social     | Más Igualdad y Decencia             | Oscar Carlos Petersen | Omar Martín Ávila     | 4.734                 | 100                   | 4.734   | 1,83                 |
|                       | Movimiento Socialista de los Trabajadores | Participación para la Transparencia | César Antillanca      | Héctor Lucio          | 3.405                 | 100                   | 3.405   | 1,32                 |
|                       | Partido Acción Chubutense                 | Federal y Popular Roja              | Roque González        | Lucía Nuñez           | 3.340                 | 100                   | 3.340   | 1,29                 |
|                       | Partido del Trabajo y del Pueblo          | Unidad                              | Marcelo Barab         | Lucas Campos          | 1.932                 | 100                   | 1.932   | 0,75                 |
| Votos positivos       | Votos positivos                           | Votos positivos                     | Votos positivos       | Votos positivos       | Votos positivos       | Votos positivos       | 258.370 | 81,06                |
| Votos en blanco       | Votos en blanco                           | Votos en blanco                     | Votos en blanco       | Votos en blanco       | Votos en blanco       | Votos en blanco       | 54.757  | 17,18                |
| Votos válidos         | Votos válidos                             | Votos válidos                       | Votos válidos         | Votos válidos         | Votos válidos         | Votos válidos         | 313.127 | 98,24                |
| Votos nulos           | Votos nulos                               | Votos nulos                         | Votos nulos           | Votos nulos           | Votos nulos           | Votos nulos           | 5.605   | 1,76                 |
| Participación         | Participación                             | Participación                       | Participación         | Participación         | Participación         | Participación         | 318.732 | 76,55                |
| Electores registrados | Electores registrados                     | Electores registrados               | Electores registrados | Electores registrados | Electores registrados | Electores registrados | 416.652 | 100                  |
| Fuente:               |                                           |                                     |                       |                       |                       |                       |         |                      |

### Gobernador y vicegobernador
| Fórmula               | Fórmula               | Partido               | Partido                               | Votos   | %     |
| Gobernador            | Vicegobernador        | Partido               | Partido                               | Votos   | %     |
| --------------------- | --------------------- | --------------------- | ------------------------------------- | ------- | ----- |
| Mario Das Neves       | Mariano Arcioni       |                       | Frente Unión Chubut Somos Todos       | 116.542 | 41,87 |
| Martín Buzzi          | Juan Carlos Garitano  |                       | Frente para la Victoria               | 113.054 | 40,62 |
| Carlos Lorenzo        | Lucrecia Leiva        |                       | Cambiemos Chubut                      | 41.159  | 14,79 |
| Oscar Carlos Petersen | Omar Martín Ávila     |                       | Progresistas - Movimiento Polo Social | 7.581   | 2,72  |
| Votos positivos       | Votos positivos       | Votos positivos       | Votos positivos                       | 278.336 | 83,75 |
| Votos en blanco       | Votos en blanco       | Votos en blanco       | Votos en blanco                       | 49.427  | 14,87 |
| Votos nulos           | Votos nulos           | Votos nulos           | Votos nulos                           | 4.588   | 1,38  |
| Participación         | Participación         | Participación         | Participación                         | 332.351 | 79,84 |
| Electores registrados | Electores registrados | Electores registrados | Electores registrados                 | 416.710 | 100   |
| Fuente:               |                       |                       |                                       |         |       |

### Legislatura
| Partido/Alianza       | Partido/Alianza                       | Votos   | %     | Bancas | Candidatos |
| --------------------- | ------------------------------------- | ------- | ----- | ------ | --- |
|                       | Frente para la Victoria               | 106.423 | 41,64 | 16/27  | Ver candidatos: 1. Javier Hugo Alberto Touriñan 2. Leandro Oscar Segundo Espinosa 3. Beatriz Alejandra Marcilla 4. Carlos Gomez 5. María Florencia Papaiani 6. Hefin Blas Meza Evans 7. Gabriela Marisa Dufour 8. Alfredo di Filippo 9. José María Grazzini Agüero 10. Viviana Elizabeth Navarro 11. María Cecilia Torres Otarola 12. Estela Beatriz Hernández 13. David Danilo González 14. Javier Marcelo Cunha 15. Sergio Mario Bruscoli 16. Gustavo Martín Fita          |
|                       | Frente Unión Chubut Somos Todos       | 97.796  | 38,27 | 8/27   | Ver candidatos: 1. Jerónimo Juan Jesús García 2. Adrián Gustavo López 3. Zulema Margarita Anden 4. Antonio Alejandro Albaini 5. Alejandra Marlene Denice Johnson Táccari 6. Roddy Ernesto Ingram 7. María Cristina Nélida de Luca 8. Mario Eduardo Mansilla 9. Iván Norberto Julián Fernández 10. Vilma Nazarena Borau 11. Juan Eduardo Paris 12. Cristian Adrián Spíndola 13. Oscar Roberto Alarcón 14. Pablo Fabián Durán 15. María José Llanes 16. Favio Rafael Cambareri |
|                       | Cambiemos Chubut                      | 43.556  | 17,04 | 3/27   | Ver candidatos: 1. Eduardo José Conde 2. Manuel Iván Pagliaroni 3. Jacqueline Celeste Caminoa 4. Roberto Dania 5. Damián Emanuel Biss 6. Vanesa Elizabeth Hansen 7. Omar Nelson Mohuanna 8. Lidia del Valle Córdoba 9. Armando Rubén Robledo 10. Ricardo Federico Green 11. Karina Elizabeth Otero 12. Andrés Mariano Sobieralski 13. Gerardo Andrés Merino 14. Susana Viviana González 15. Eurlyn Kely Evans 16. Jessica Lidia González Ojeda                               |
|                       | Progresistas - Movimiento Polo Social | 7.775   | 3,04  | 0/27   | Ver candidatos: 1. César Javier Ayala 2. Alejandra Gabriela Ardeti 3. Valeria Del Mar Beltrán 4. Enrique Maximiliano Aumedes 5. Graciela Blanca Lo Brutto 6. Alejandra Rosa Romero 7. María Alejandra Coniglio 8. Eugenio José Krebs 9. Andrea Verónica Ríos 10. Elizabeth Verón 11. Garcilaso Cosme Pompeyo San Martín Pereda 12. Noelia Soledad Gutiérrez 13. Diego Martín Delfino 14. María Alejandra Ribba 15. Bianca Annabela Ramírez 16. David José Garraza            |
| Votos positivos       | Votos positivos                       | 255.550 | 76,89 |        | |
| Votos en blanco       | Votos en blanco                       | 72.424  | 21,79 |        | |
| Votos nulos           | Votos nulos                           | 4.377   | 1,32  |        | |
| Participación         | Participación                         | 332.351 | 79,84 |        | |
| Electores registrados | Electores registrados                 | 416.710 | 100   |        | |
| Fuente:               |                                       |         |       |        | |